# Železniční trať Bratislava–Hegyeshalom
Železniční trať Bratislava–Hegyeshalom (maďarsky Pozsony–Hegyeshalom vasútvonal) (v jízdním řádu pro cestující označená číslem 132) je částečně dvoukolejná elektrizovaná trať na Slovensku a v Maďarsku, která spojuje Bratislavu a maďarský Hegyeshalom.

## Historie
Železniční trať z Bratislavy do Hegyeshalomu přes Rajku byla otevřena 9. listopadu roku 1891, a to krátce po otevření mostu Františka Jozefa, který překonával Dunaj. Po vybudování Prístavného mostu v roce 1985 se trasování tratě změnilo.